# Breštane
Breštane – wieś w Chorwacji, w żupanii licko-seńskiej, w gminie Udbina. W 2011 roku liczyła 5 mieszkańców.